# Borgheim
Borgheim es una localidad situada en el municipio de Færder, en la provincia de Vestfold, Noruega.
Es la cabecera municipal.
Se ubica en el centro de la isla de Nøtterøy. También forma parte del área metropolitana de la ciudad de Tønsberg.
La sede de la administración municipal se encuentra en la pequeña colina de Tinghaug.
El nombre de Borgheim proviene del nombre de un edificio antiguo en el centro del pueblo.